# 廉泉 (文人)
廉泉（1868年—1931年10月6日），字惠卿（一作惠清），号南湖居士、小萬柳堂居士、扁笑、岫雲、世外人，江苏无锡人，举人出身，以诗文书画及收藏闻名，因好咏夕阳别称廉夕阳。其夫人是秋瑾至交好友之一的吳芝瑛。

## 生平
1868年廉泉出生于江苏无锡水獭桥边，5岁蒙学。后就读于南菁书院，与孙揆均、吴稚晖、俞复、丁宝书为同学。16岁考中秀才，19岁与吳芝瑛成婚。1894年考中举人，次年会考时以举人身份参加康有为公车上书。以诗文书画闻名于京城，1896年受到户部尚书怀塔赏识，升任户部主事，后推荐为户部郎中，戊戌变法后开始资助无锡当地兴办教育。1904年，因不满清政府腐败无能，辞官移居上海，在上海创办文明书局，后在上海和杭州分别修建两座小万柳堂别墅，杭州小万柳堂则是后来的蒋庄。1914年廉泉借日本东京大正博览会来到日本展览收藏书画，躲避二次革命乱局，并在日本出售书画偿还债务，此后在神户椰取山建造住所，设立南湖扇面美术馆宣传中国书画。1917年从日本返回后担任故宫文物保管委员。北伐胜利后，获邀出任江苏省屠宰税局长，不受。1929年蒋中正至北平邀请出山，婉言拒绝。晚年生活困顿，债台高筑，两处小万柳堂尽出。1931年，廉泉至北平潭柘寺养病，在寺庙中出家，同年死于北京协和医院。